# علم الأشعة
علم الأشعة أو طب الأشعة هو أحد فروع الطب الذي يستخدم تقنيات التصوير الطبي وذلك بهدف وضع التشخيص الملائم وفي بعض الأحيان يتطرق إلى العلاج.
عند بداية ظهور هذا العلم اقتصر على استخدام الأجهزة المصدرة للأشعة السينية (X-Ray) وذلك في تقنيات التصوير، أما في الوقت الحاضر فقد توسع هذا العلم ليشمل أجهزة أخرى مثل التصوير بالأمواج فوق الصوتية والتصوير الطبقي المحوري، والتصوير بالرنين المغناطيسي.
الأشعة التداخلية هو فرع جديد من أقسام هذا العلم، ويعنى بإجراء بعض التداخلات الطبية الراضة من الحد الأدنى بالترافق مع الأشعة.

## تاريخ علم الأشعة
بدأ علم الأشعة مع اكتشاف العالم الألماني فيلهلم رونتغن لأشعة X، وذلك في العام 1895، وحصل العالم رونتغن على جائزة نوبل في الفيزياء العام 1905.
في العقود الأولى لاكتشاف علم الأشعة، لم تكن قد أدركت مخاطر التعرض للإشعاع على التقنيين والأطباء، حيث أن العديد من الأوائل الذين عملو بالأشعة اصيبو بسرطانات متنوعة في الجلد والعظم والغدة الدرقية، إضافة إلى مرض الساد وسرطان الدم.
بينما في الوقت الحالي يتم مراقبة جميع العاملين بالاشعة بشكل مستمر وشهري.

## أخصائي الأشعة
يقوم أخصائي الأشعة بالعمل على أجهزة الأشعة التشخيصية أو العلاجية والتي يتم من خلالها المساهمة في تشخيص الأمراض المختلفة، كما تستخدم في علاج بعض أنواعها كالأورام والسرطانات.
يعمل أخصائي الأشعة على الأجهزة التالية:
1. جهازالأشعة السينية x-ray machine
2. جهاز الأشعة المقطعية computed tomography
3. جهاز الرنين المغناطيسي M.R.I
4. جهاز الكوبالت 60
5. جهاز الغاما كاميرا
6. جهاز الموجات فوق الصوتية

## طرق التصوير التشخيصي

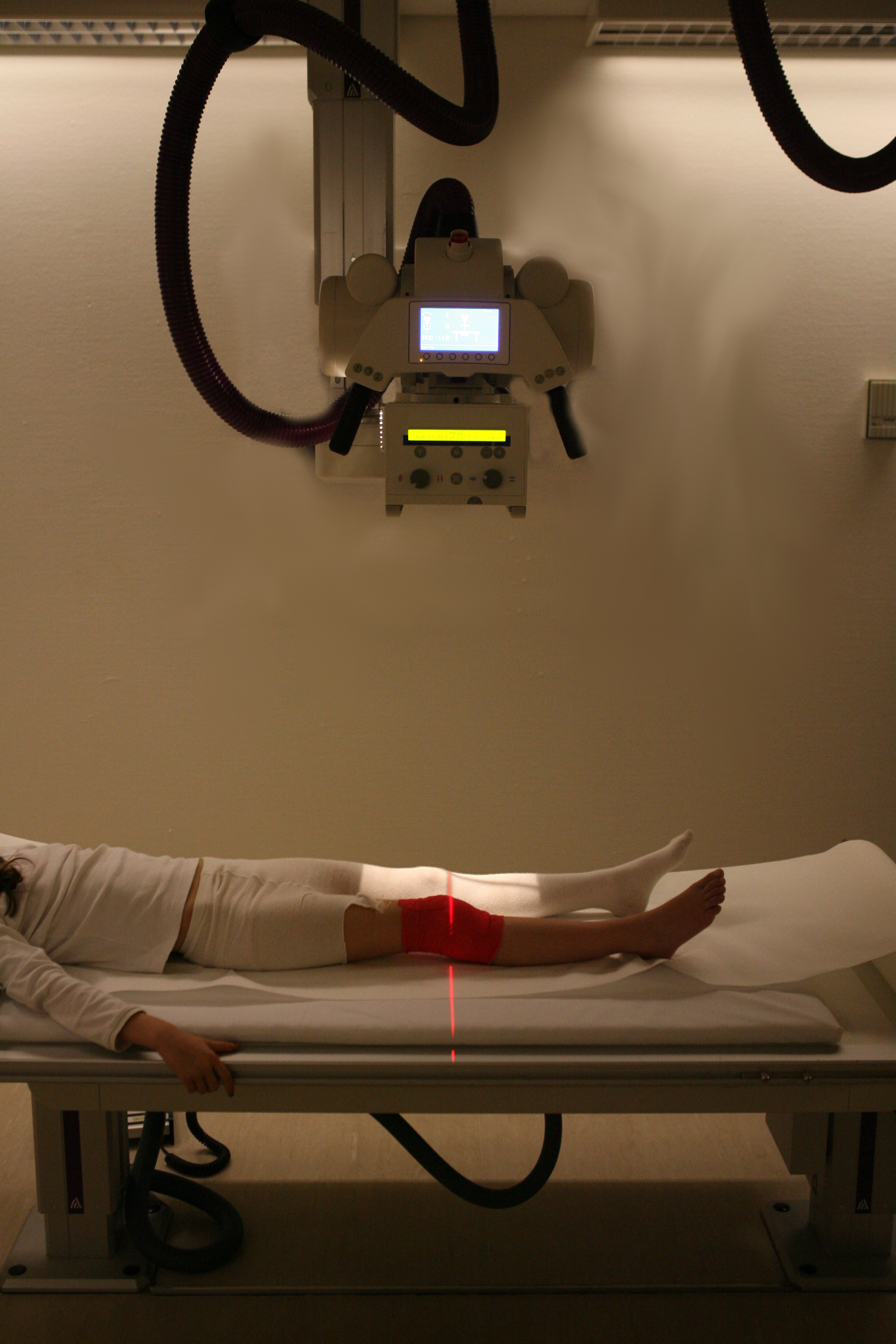
التصوير الشعاعي للركبة باستخدام جهاز الأشعة الرقمي.

### التصوير الطبقي المحوري (الأشعة السينية)
تنتج الأشعة الشعاعية (التي كانت تسمى في الأصل رونتغن الشعاعي؛ التي سميت على اسم مكتشف الأشعة السينية فيلهلم كونراد رونتغن) عن طريق نقل الأشعة السينية عبر المريض. من المتوقع أن يتم تصوير الأشعة السينية عبر الجسم على كاشف. يتم تكوين صورة بناءً على أي أشعة تمر عبرها (ويتم اكتشافها) مقابل تلك التي يتم امتصاصها أو تشتيتها في المريض (وبالتالي لا يتم اكتشافها). اكتشف رونتغن الأشعة السينية في 8 نوفمبر 1895، وحصل على أول جائزة نوبل في الفيزياء لاكتشافها في عام 1901.
في التصوير الشعاعي للشاشة، يولد أنبوب الأشعة السينية شعاعًا من الأشعة السينية التي تستهدف المريض. يتم ترشيح الأشعة السينية التي تمر عبر المريض من خلال جهاز يسمى الشبكة أو مرشح الأشعة السينية؛ للحد من التشتت، وإصابة فيلم غير متطور، والذي يتم تثبيته بإحكام إلى شاشة من الفوسفور التي ينبعث منها ضوء في كاسيت خفيف ثم يتم تطوير الفيلم كيميائيا وتظهر صورة على الفيلم. يتم استبدال التصوير الشعاعي للسينما بالأشعة الفسفورية ولكن في الآونة الأخيرة بواسطة التصوير الشعاعي الرقمي (DR) والتصوير EOS. في النظامين الأحدث تعمل مستشعرات الأشعة السينية التي تقوم بتحويل الإشارات المتولدة إلى معلومات رقمية، والتي يتم نقلها وتحويلها إلى صورة معروضة على شاشة الكمبيوتر. في التصوير الشعاعي الرقمي تشكل المستشعرات صفيحة(لوحة)، ولكن في نظام EOS؛ وهو عبارة عن نظام مسح للفتحة، يقوم مستشعر خطي بفحص المريض رأسياً.
كان التصوير الشعاعي العادي (الأشعة السينية x-ray) هو أسلوب التصوير الوحيد المتاح خلال أول 50 عامًا من الأشعة. نظرًا لتوفرها وسرعتها وتكاليفها المنخفضة مقارنة بالطرائق الأخرى، فإن التصوير الشعاعي غالبًا ما يكون اختبار الخط الأول للاختيار في التشخيص الإشعاعي. أيضًا على الرغم من الكم الهائل من البيانات في التصوير المقطعي، وفحوصات الرنين المغناطيسي وغيرها من التصوير الرقمي، هناك العديد من الكيانات المرضية التي يتم فيها الحصول على التشخيص الكلاسيكي عن طريق صور الأشعة العادية. وتشمل الأمثلة أنواع مختلفة من: التهاب المفاصل والالتهاب الرئوي، وأورام العظام (وخاصة أورام العظام الحميدة)، والكسور، والشذوذات الهيكلية الخلقية.. إلخ.
التصوير الشعاعي للثدي وDXA هما تطبيقان للتصوير الشعاعي منخفض الطاقة، المستخدم في تقييم سرطان الثدي وهشاشة العظام على التوالي.

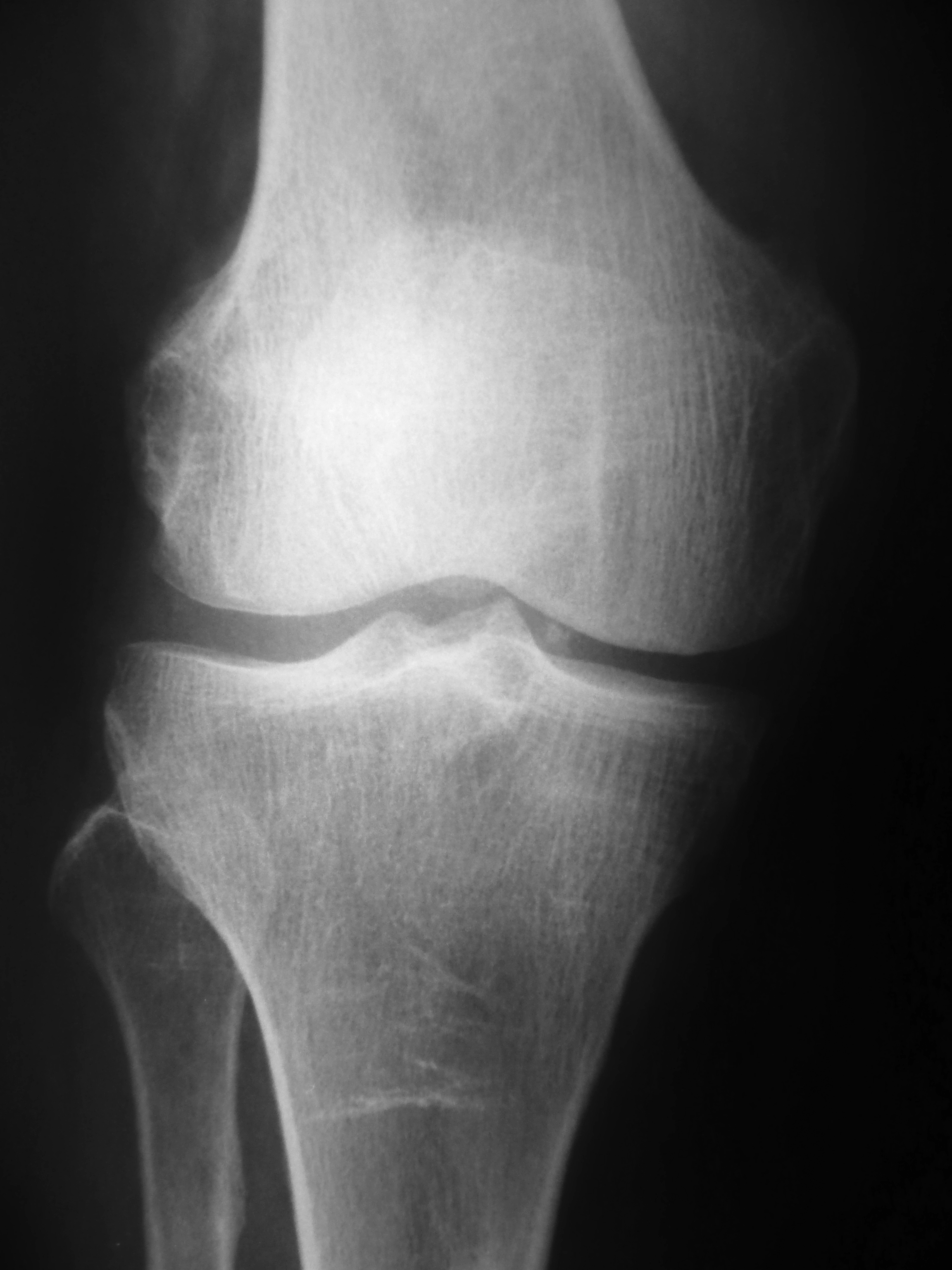
التصوير الشعاعي الضوئي للركبة.

### التنظير الفلوري (Fluoroscopy)
يعد التصوير بالأشعة في التنظير الفلوري والتصوير الوعائي من التطبيقات الخاصة لتصوير الأشعة السينية، حيث يتم توصيل شاشة الفلورسنت وأنبوب تكبير الصورة بنظام تلفزيوني مغلق الدائرة. يسمح هذا بالتصوير في الوقت الحقيقي للهياكل المتحركة أو زيادة عامل الإشعاع الراديوي. عادة ما يتم إعطاء عوامل الإشعاع الراديوي عن طريق البلع أو حقنه في جسم المريض لتشخيص تشريح وعمل الأوعية الدموية أو الجهاز التناسلي الجنسي أو الجهاز الهضمي المعوي (الجهاز الهضمي). هناك الآن وكيلان للإشارة الراديوية في الاستخدام الشائع. يتم إعطاء كبريتات الباريوم (BaSO4) عن طريق الفم أو بشكل مستقيم لتقييم الجهاز الهضمي. يتم إعطاء اليود، في أشكال متعددة الملكية، عن طريق الفم أو المستقيم أو المهبل أو داخل الشرايين أو في الوريد الطرق. هذه العوامل الإشعاعية تحمل أو تشتت الأشعة السينية بقوة، وبالاقتران مع التصوير في الوقت الحقيقي، تسمح بعرض العمليات الديناميكية، مثل التمعج في الجهاز الهضمي أو تدفق الدم في الشرايين والأوردة. قد يكون التباين باليود أيضًا مركّزًا في مناطق غير طبيعية أكثر أو أقل من الأنسجة الطبيعية ويحدث تشوهات (أورام، خراجات، التهاب) أكثر ظهوراً. بالإضافة إلى ذلك، في ظروف محددة يمكن استخدام الهواء كعامل تباين للجهاز الهضمي ويمكن استخدام ثاني أكسيد الكربون كعامل تباين في النظام الوريدي. في هذه الحالات، يقلل عامل التباين من الأشعة السينية أقل من الأنسجة المحيطة.

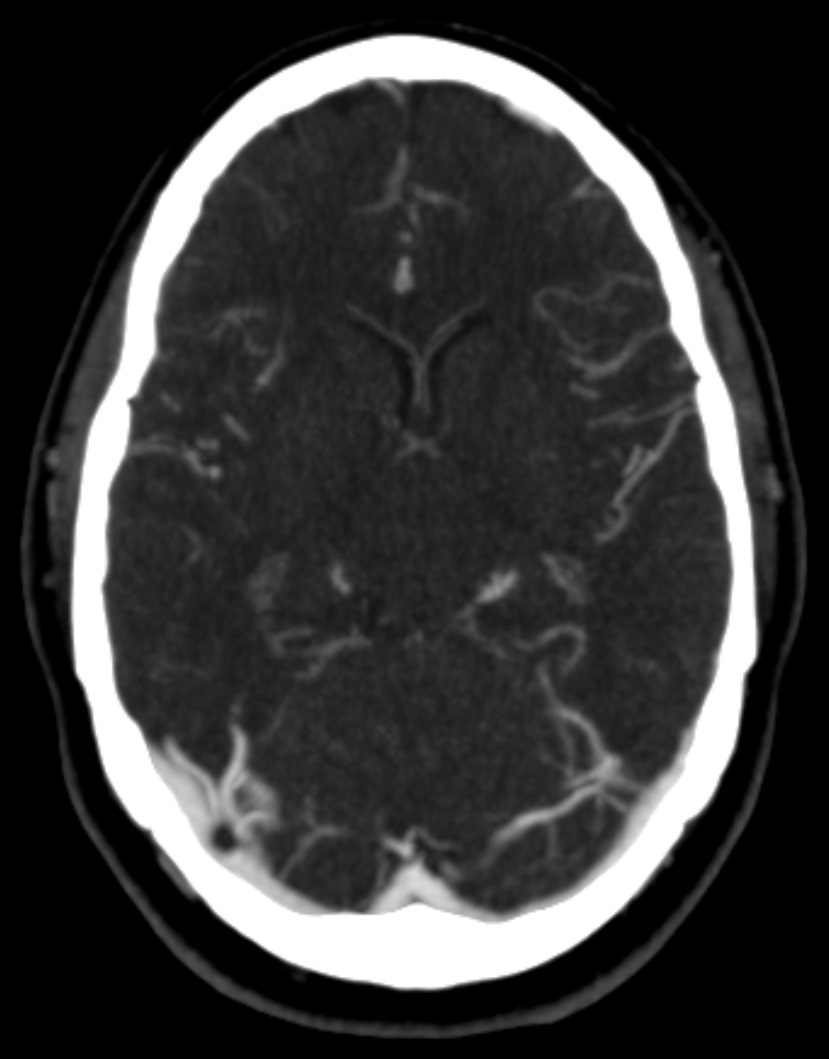
صورة من الاشعة المقطعية للدماغ

### التصوير المقطعي (المحوسب)
يستخدم التصوير المقطعي الاشعة السينية مع خوارزميات الحوسبة لتصوير الجسم. في الأشعة المقطعية، يتدفق أنبوب الأشعة السينية المقابل لكاشف الأشعة السينية (أو أجهزة الكشف) في جهاز على شكل حلقة حول المريض، مما ينتج صورة مقطعية مستحدثة بالكمبيوتر (توموغرام). يتم الحصول على الأشعة المقطعية في الطائرة المحورية، مع الصور الأكليلية والسهلية التي تنتجها إعادة بناء الكمبيوتر. غالبًا ما تُستخدم عوامل الإشعاع الراديوي مع التصوير المقطعي المحوسب للتشديد المُحسَّن للتشريح. على الرغم من أن الصور الشعاعية توفر دقة مكانية أعلى، إلا أن الأشعة المقطعية يمكن أن تكتشف اختلافات أكثر دقة في توهين الأشعة السينية (دقة التباين الأعلى). الأشعة المقطعية تعرض المريض إلى إشعاع مؤين أكثر بكثير من التصوير الشعاعي.
تستخدم أجهزة القياس المتعددة الحلزونية الحلزونية 16 أو 64 أو 254 أو أكثر من أجهزة الكشف خلال الحركة المستمرة للمريض من خلال شعاع الإشعاع للحصول على صور دقيقة في وقت قصير للاختبار. مع الإدارة السريعة للتناقض الوريدي خلال الاشعة المقطعية، يمكن إعادة بناء هذه الصور التفصيلية الدقيقة في صور ثلاثية الأبعاد (ثلاثية الأبعاد) للشرايين السباتية أو الدماغية أو الشرايين التاجية أو غيرها من الشرايين.
أدى إدخال التصوير المقطعي في أوائل السبعينيات إلى ثورة في علم الأشعة التشخيصية من خلال تزويد الأطباء بصور لبنى تشريحية حقيقية ثلاثية الأبعاد. أصبح التصوير المقطعي اختبارًا في اختيار بعض الحالات العاجلة والطارئة، مثل النزف الدماغي، الانسداد الرئوي (الجلطات في شرايين الرئتين)، تشريح الأبهر (تمزيق جدار الأبهر)، التهاب الزائدة الدودية، التهاب الرتج، وعرقلة الكلى الحجارة. أدت التحسينات المستمرة في تقنية التصوير المقطعي المحوسب، بما في ذلك سرعة المسح الضوئي وتحسين الدقة، إلى زيادة دقة وفائدة المسح المقطعي، الأمر الذي قد يفسر بشكل جزئي زيادة الاستخدام في التشخيص الطبي.
تستخدم غالبا مواد تباين (Contrast Media) في إجراء هذه الفحوصات عن طريق الحقن الوريدي وأيضا الشرب في فحوصات الجهاز الهضمي.
مخاطر وأضرار الأشعة تزيد بأضعاف كثير في هذا الفحص نظرا لاستخدام كمية أكبر من الأشعة منها في الفحوصات العادة بالإضافة لمخاطر المواد المتأينة؛ ولذلك أيضا توضع أجهزة التصوير المقطعي في غرف خاصة ويتم اتخاذ اجراءات سلامة للطاقم الطبي والمرضى عند إجراء الفحوصات.

### موجات فوق صوتية
التصوير بالموجات فوق الصوتية الطبية يستخدم الموجات فوق الصوتية (الموجات الصوتية عالية التردد) لتصور هياكل الأنسجة اللينة في الجسم في الوقت الحقيقي. لا يوجد إشعاع مؤين، ولكن جودة الصور التي يتم الحصول عليها باستخدام الموجات فوق الصوتية تعتمد بشكل كبير على مهارة الشخص (الموجات فوق الصوتية) التي تقوم بإجراء الفحص وحجم جسم المريض. قد يكون امتحانات المرضى الأكبر حجماً من ذوي الوزن الزائد منخفضة في جودة الصورة لأن الدهون تحت الجلد تمتص المزيد من الموجات الصوتية. وهذا يؤدي إلى عدد أقل من الموجات الصوتية التي تخترق الأجهزة وتعود إلى محول الطاقة، مما يؤدي إلى فقدان المعلومات وصورة أقل جودة. كما أن الموجات فوق الصوتية محدودة بسبب عدم قدرتها على التقاط الصور من خلال الجيوب الهوائية (الرئة، حلقات الأمعاء) أو العظام. وقد تطور استخدامه في التصوير الطبي في الغالب في غضون السنوات الثلاثين الماضية. كانت أول صور الموجات فوق الصوتية ثابتة وثنائية الأبعاد (2D)، ولكن مع التصوير بالموجات فوق الصوتية الحديثة، يمكن ملاحظة عمليات إعادة البناء ثلاثية الأبعاد في الوقت الفعلي، لتصبح «رباعية الأبعاد 4D» بشكل فعال.
نظرًا لأن تقنيات التصوير بالموجات فوق الصوتية لا تستخدم الإشعاعات المؤينة لإنشاء صور (بخلاف التصوير بالأشعة والتصوير المقطعي)، فإنها تعتبر عمومًا أكثر أمانًا وبالتالي فهي أكثر شيوعًا في التصوير التوليدي. يمكن تقييم تقدم الحمول بشكل دقيق مع قلق أقل بشأن الضرر الناجم عن التقنيات المستخدمة، مما يسمح باكتشاف وتشخيص العديد من حالات الشذوذ الجنينية. يمكن تقييم النمو بمرور الوقت، وهو أمر مهم في المرضى الذين يعانون من مرض مزمن أو من الأمراض الناجمة عن الحمل، وفي حالات الحمل المتعددة (التوائم، ثلاثة توائم، وما إلى ذلك). يقيس الموجات فوق الصوتية دوبلر تدفق اللون من شدة أمراض الأوعية الدموية الطرفية ويستخدم من قبل أطباء القلب لتقييم ديناميكي للقلب، وصمامات القلب والأوعية الرئيسية. قد يكون التضيق، على سبيل المثال، من الشرايين السباتية علامة تحذير لسكتة دماغية وشيكة. يمكن العثور على جلطة مغمورة في أحد الأوردة الداخلية للساقين عن طريق الموجات فوق الصوتية قبل أن تفرز وتسافر إلى الرئتين، مما يؤدي إلى انسداد رئوي محتمل. الموجات فوق الصوتية مفيدة كدليل لأداء الخزعات لتقليل الأضرار التي تصيب الأنسجة المحيطة وفي التصريفات مثل بزل الصدر. تحل أجهزة الموجات فوق الصوتية الصغيرة والمحمولة محل الغشاء البريتوني في عنابر الصدمة من خلال تقييم غير جراحي لوجود نزيف داخلي وأي تلف داخلي للأعضاء. قد يتطلب نزيف داخلي شامل أو إصابة في الأعضاء الرئيسية إجراء جراحة وإصلاح.

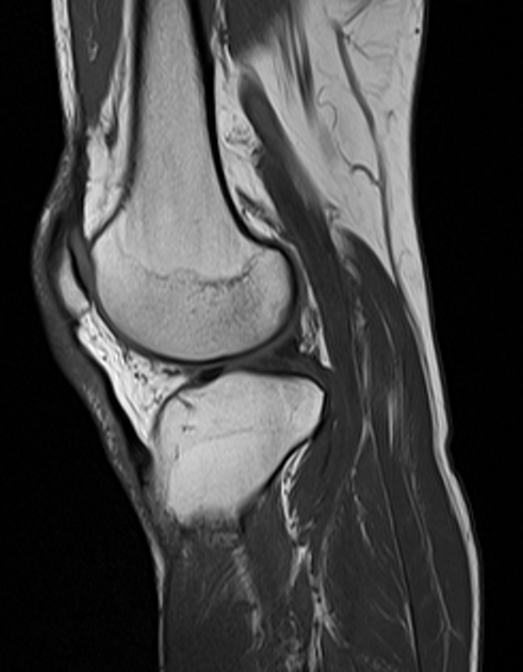
التصوير بالرنين المغناطيسي للركبة.

### الرنين المغناطيسي
يستخدم التصوير بالرنين المغناطيسي حقول مغناطيسية قوية لمحاذاة النوى الذرية (عادة بروتونات الهيدروجين) داخل أنسجة الجسم، ثم يستخدم إشارة لاسلكية لتعكير محور دوران هذه النوى ويلاحظ إشارة التردد الراديوي الناتجة عن عودة النواة إلى حالات خط الأساس. يتم جمع الإشارات الراديوية بواسطة هوائيات صغيرة تدعى لفائف، موضوعة بالقرب من منطقة الاهتمام. ميزة التصوير بالرنين المغناطيسي هي قدرتها على إنتاج الصور في المحوري، والإكليلية، السهمي، والعديد من الطائرات المائلة بسهولة متساوية. التصوير بالرنين المغناطيسي يعطي أفضل تباين للأنسجة اللينة بين جميع طرائق التصوير. مع التقدم في سرعة المسح والفضاء المكاني، والتحسينات في خوارزميات الحاسب ثلاثية الأبعاد والأجهزة، أصبح التصوير بالرنين المغناطيسي أداة مهمة في الأشعة الشعاعية والعضلية.
يوجد عيب واحد هو أن المريض يجب أن يبقى صامداً لفترات طويلة من الوقت في مكان ضيق وصاخب أثناء إجراء التصوير. تم الإبلاغ عن الخوف من الأماكن المغلقة (الخوف من الأماكن المغلقة) القاسية بما يكفي لإنهاء فحص التصوير بالرنين المغناطيسي في ما يصل إلى 5% من المرضى. وقد أدت التحسينات الأخيرة في تصميم المغناطيس بما في ذلك المجالات المغناطيسية الأقوى (3 teslas)، وتقصير أوقات الاختبار، وأقواس المغنط الأقصر والأقصر وتصاميم مغناطيسية أكثر انفتاحًا، إلى توفير بعض الراحة للمرضى الذين يعانون من الخوف من الأماكن المغلقة. ومع ذلك، بالنسبة إلى المغناطيسات ذات شدة المجال المكافئة، غالباً ما يكون هناك مفاضلة بين جودة الصورة والتصميم المفتوح. التصوير بالرنين المغناطيسي له فائدة كبيرة في تصوير الدماغ والعمود الفقري والجهاز العضلي الهيكلي. لا يتم حاليًا استخدام التصوير بالرنين المغناطيسي للمرضى الذين يعانون من أجهزة تنظيم ضربات القلب، وزرع القوقعة الصناعية، وبعض مضخات الدواء الساكن، وأنواع معينة من تمدد الأوعية الدموية الدماغية، وشظايا معدنية في العين وبعض الأجهزة المعدنية بسبب الحقول المغناطيسية القوية والإشارات الراديوية القوية المتقلبة التي الجسم مكشوف. وتشمل مجالات التقدم المحتمل التصوير الوظيفي، التصوير بالرنين المغناطيسي القلب والأوعية الدموية، والعلاج بالرنين المغناطيسي.

## الفريق الطبي
يتكون الفريق الطبي في الأشعة التشخيصية والتداخلية بشكل أساسي من طبيب أشعة تشخصية وتداخلية مؤهل وفني أشعة وتمريض.

## اقرأ أيضاً
- جيلبرت ستيد
- تصوير طبي
- أشعة سينية
- تصوير طبقي محوسب
- تصوير طبي
- كثافة إشعاعية
- مادة مظللة
- مقياس هاونسفيلد